# Kaliro (district)
Le district de Kaliro est un district d'Ouganda. Sa capitale est Kaliro.